# Albernoa e Trindade
Albernoa e Trindade (oficialmente: União das Freguesias de Albernoa e Trindade) é uma freguesia portuguesa do município de Beja, com 209,39 km² de área e 889 habitantes (censo de 2021) A sua densidade populacional é 4,2 hab./km².

## História
Foi constituída em 2013, no âmbito de uma reforma administrativa nacional, pela agregação das antigas freguesias de Albernoa e Trindade e tem a sede em Trindade.

## Demografia
A população registada nos censos foi:
| Distribuição da População por Grupos Etários | Distribuição da População por Grupos Etários | Distribuição da População por Grupos Etários | Distribuição da População por Grupos Etários | Distribuição da População por Grupos Etários |
| -------------------------------------------- | -------------------------------------------- | -------------------------------------------- | -------------------------------------------- | -------------------------------------------- |
| Ano                                          | 0-14 Anos                                    | 15-24 Anos                                   | 25-64 Anos                                   | > 65 Anos                                    |
| 2001                                         | 143                                          | 148                                          | 538                                          | 406                                          |
| 2011                                         | 121                                          | 84                                           | 478                                          | 349                                          |
| 2021                                         | 103                                          | 94                                           | 397                                          | 295                                          |

À data da junção das freguesias, a população registada no censo anterior (2011) foi:
| Freguesia atual     | Freguesia atual  | Freguesia atual | Freguesias antigas | Freguesias antigas | Freguesias antigas |
| Freguesia           | População (2011) | Área (km²)      | Freguesia          | População (2011)   | Área (km²)         |
| ------------------- | ---------------- | --------------- | ------------------ | ------------------ | ------------------ |
| Albernoa e Trindade | 1032             | 209,39          | Albernoa           | 758                | 110,36             |
| Albernoa e Trindade | 1032             | 209,39          | Trindade           | 274                | 99,03              |